# Flipper (1963)
Flipper ist ein US-amerikanischer Abenteuerfilm aus dem Jahr 1963. Der von MGM produzierte Film handelt vom gleichnamigen Delfin; Regie führte James B. Clark.

## Handlung
Sandy Ricks lebt mit seinen Eltern auf einer Insel vor der Küste Floridas. Dort hat vor Kurzem die „Rote Pest“ gewütet und einen Großteil des Fischbestands vernichtet. Sandys Vater ist Fischer und hat, wie alle Fischer des Ortes, Probleme, neue Fischschwärme zu finden. Auf einer Tour weit vor der Küste geraten sie in einen Hurrikan. Sie schaffen es knapp, sich vor diesem zu retten, doch der Sturm verwüstet den kleinen Ort. Zwar übersteht das Haus der Familie Ricks das Unwetter, dennoch gibt es viel zu reparieren. Dazu kommt eine Reparatur des Fischerbootes, wofür der Vater zehn Tage auf das Festland reisen muss.
Sandy wird vom Vater seiner Freundin Kim zu einer Fischertour eingeladen. Auch Kims Cousin ist dabei. Während Sandy und Kim schnorcheln, taucht dieser mit einer Harpune auf der Suche nach einem Fang. Ihm nähert sich ein Großer Tümmler, den er beschießt und an der Fluke trifft. Daraufhin versucht der Delfin zu fliehen, zieht den Cousin aber hinter sich her, bis dieser mit dem Kopf an einen Stein stößt und bewusstlos auf dem Grund liegen bleibt. Kim und Sandy retten ihn und bringen ihn an Land.
Später findet Sandy den verwundeten Delfin an der Küste liegend und entschließt sich, ihm zu helfen. Er  bringt ihn zum Steg vom Boot seines Vaters. Unterstützt von seiner Mutter kann er Flipper, wie er ihn nennt, wieder gesundpflegen. Als der Vater zurückkehrt, entlässt er den genesenen Delfin zurück in die Freiheit. 
Einige Tage später fahren Sandy und sein Vater wieder hinaus zum Fischen. Flipper taucht, unbemerkt vom Vater, vor Sandy auf und weist ihm den Weg zu einem Fischschwarm. Der Fang wird nach Hause ins Bassin gebracht. Auch hier taucht Flipper wieder auf, spielt mit Sandy, überspringt dann aber das Gatter zum Bassin und frisst die verbliebenen Fische des Fangs. Der Vater kommt mit dem Boot nach Hause und sieht den Delfin davonschwimmen. Zur Strafe fordert er Sandy auf, ihm jeden einzelnen Fisch zurückzubringen. Der Junge treibt glücklos allein vor der Küste. Da kehrt Flipper abermals zurück und bringt ihm einen Fisch nach dem anderen.
Wieder zuhause, versucht Sandy seinen Eltern von Flipper zu erzählen, doch den Vater interessiert nur der Fangort. Beim Abendessen sagt er, dass er aufgrund der schlechten Lage der Fischer gewillt sei, jedes Tier, das Fische frisst, zu töten – auch Delfine. Am nächsten Morgen versucht Sandy, Flipper zu finden. Bei einem Tauchgang wird er von Haien angegriffen, doch Flipper kann diese töten. Der Delfin schleppt den erschöpften Jungen zum Boot seines Vaters. Durch diese Tat kann Flipper im letzten Moment erreichen, dass andere dort schwimmende Delfine nicht erschossen werden. Die Fischer erkennen, dass es wieder genug Nahrung für alle gibt und man die Delfine respektieren solle.

## Kritiken
„Anspruchslose Abenteuerunterhaltung für Kinder und Jugendliche, aus der eine erfolgreiche Fernsehserie hervorging.“

## Auszeichnungen
- 1964 erhielt der Film bei den Laurel Awards den Preis als Sleeper of the Year.

## Serien und weitere Kinofilme
- 1964 wurde die Fortsetzung Neues Abenteuer mit Flipper gedreht; ein weiterer Flipper-Film stammt aus dem Jahr 1996.
- Die Serie Flipper besteht aus drei Staffeln und lief von 1964 bis 1967, die Serie Flippers neue Abenteuer von 1995 bis 2000.